# NGC 48

NGC 48

في الفهرس العام الجديد  فإن NGC 48 هي مجرة حلزونية ضلعية تقع في كوكبة المرأة المسلسلة.

## وصلات خارجية
- NGC 48 على موقع ويكي سكاي: DSS2, SDSS, GALEX, IRAS, Hydrogen α, X-Ray, Astrophoto, Sky Map, Articles and images
- http://spider.seds.org/ngc/ngc.cgi?48
- http://spider.seds.org/ngc/ngc_fr.cgi?48
- http://spider.seds.org/ngc/revngcic.cgi?NGC48
- "NGC 48". SIMBAD (بالإنجليزية). Centre de Données astronomiques de Strasbourg.
- http://vizier.u-strasbg.fr/viz-bin/VizieR-S?NGC+48
- Базы данных про объекты NGC/IC